# Symantec Endpoint Protection
Symantec Endpoint Protection - разработанный Symantec Corporation, а в дальнейшем приобретенный корпорацией Broadcom Inc., пакет программного обеспечения безопасности, который включает функции защиты от вредоносных программ, предотвращения вторжений и брандмауэра для серверов и настольных компьютеров. Он занимает самую большую долю рынка среди продуктов для обеспечения безопасности конечных точек.

## История версий
Первая версия Symantec Endpoint Protection была выпущена в сентябре 2007 года под номером 11.0.. Endpoint Protection является результатом слияния нескольких программных продуктов для обеспечения безопасности: Symantec Antivirus Corporate Edition 10.0, Client Security, Network Access Control и Sygate Enterprise Edition. Endpoint Protection также включал новые функции. Например, он может блокировать передачу данных на неавторизованные типы устройств, такие как USB-накопители или устройства Bluetooth.
В то время Symantec Antivirus Corporate Edition широко критиковали за то, что он стал раздутым и громоздким. Версия Endpoint Protection 11.0 была призвана устранить эти замечания. Объем, занимаемый программой на диске Symantec Corporate Edition 10.0 составлял почти 100 МБ, тогда как предполагалось, что версия Endpoint Protection займет 21 МБ.
В 2009 году Symantec представила управляемую версию пакета, с помощью которого сотрудники компаний могли удаленно развертывать Symantec Endpoint Protection и управлять им. Версия для малого бизнеса с более быстрым процессом установки была выпущена в 2010 году. В феврале 2011 года Symantec анонсировала версию 12.0 Endpoint Protection. Версия 12 включала облачную базу данных вредоносных файлов под названием Symantec Insight. Insight был предназначен для борьбы с вредоносными программами, которые генерируют мутации своих файлов, чтобы избежать обнаружения программным обеспечением для защиты от вредоносных программ на основе сигнатур. В конце 2012 года Symantec выпустила версию 12.1.2, которая поддерживала VMware vShield.
Облачная версия Endpoint Protection была выпущена в сентябре 2016 года. В ноябре того же года была выпущена версия 14. Версия 14 включает в себя технологию машинного обучения для поиска закономерностей в цифровых данных, которые могут указывать на наличие угрозы кибербезопасности. Она также включает снижение уязвимости памяти и улучшения производительности.

## Функции
Symantec Endpoint Protection - это пакет программного обеспечения для обеспечения безопасности, который включает функции предотвращения вторжений, брандмауэра и защиты от вредоносных программ. Согласно SC Magazine, Endpoint Protection также имеет некоторые функции, типичные для программного обеспечения для предотвращения потери данных. Обычно он устанавливается на сервере под управлением Windows, Linux или macOS. По состоянию на 2018 год версия 14 является единственной поддерживаемой в настоящее время версией.
Endpoint Protection сканирует компьютеры на наличие угроз безопасности. Она используется для предотвращения запуска неутвержденных программ и для применения политик брандмауэра, которые блокируют или разрешают сетевой трафик. Пытается идентифицировать и блокировать вредоносный трафик в корпоративной сети или исходящий из веб-браузера. Использует совокупную информацию от пользователей для выявления вредоносного ПО. По состоянию на 2016 год Symantec утверждает, что использует данные со 175 миллионов устройств, на которых установлена Endpoint Security, в 175 странах.
Endpoint Protection имеет административную консоль, которая позволяет ИТ-отделу изменять политики безопасности для каждого отдела например, какие программы или файлы следует исключить из антивирусного сканирования. Она не управляет мобильными устройствами напрямую, но рассматривает их как периферийные устройства при подключении к компьютеру и защищает компьютер от любого вредоносного программного обеспечения на мобильном устройстве.

## Уязвимости
В начале 2012 года исходный код Symantec Endpoint Protection был украден и опубликован в Интернете. Хакерская группа под названием «Повелители Дхармараджи» заявила об этом, утверждая, что исходный код был украден у индийской военной разведки. 
В июле 2012 года обновление Endpoint Protection вызвало проблемы с совместимостью, вызвав синий экран смерти на компьютерах с Windows XP, на которых установлены драйверы файловой системы сторонних производителей. В 2014 году компания Offensive Security обнаружила эксплойт в Symantec Endpoint Protection во время теста на проникновение финансовой службы. Эксплойт в драйвере управления приложениями и устройствами позволял авторизованному пользователю получить доступ к системе. Это было исправлено в августе того же года. В 2019 году Офир Москович, исследователь безопасности, обнаружил ошибку состояния гонки, которая включала 2 важных основных компонента клиента Symantec Endpoint Protection: управление клиентом и превентивную защиту от угроз и напрямую приводило к сбою механизма защиты, который мог привести к обходу самозащиты, иначе " SEMZTPTN "- Symantec Endpoint Minimized Timed Protection.

## Критика
По данным Gartner, Symantec Endpoint Protection 14 является одним из наиболее полных доступных продуктов для обеспечения безопасности конечных точек и регулярно получает высокие оценки в независимых тестах. Однако распространенной критикой является то, что клиенты «утомлены» «почти постоянными изменениями» в продуктах и направлениях компании. В журнале SC Magazine говорится, что Endpoint Protection 14 является «наиболее полным инструментом в своем роде ... с превосходной документацией». В обзоре говорится, что Endpoint Protection имеет «простую установку и администрирование», но у него есть «бородавка», заключающаяся в том, что плата за поддержку «немного высока».

## Внешние ссылки
- broadcom.com/products/cyber-security/endpoint — официальный сайт Symantec Endpoint Protection